# Tobillos (Guadalajara)
Tobillos es una localidad española perteneciente al municipio de Anquela del Ducado, en la provincia de Guadalajara. En 2020 contaba con 7 habitantes.

## Historia
Hacia mediados del siglo XIX, al lugar, por entonces con ayuntamiento propio, se le atribuía una población de 58 habitantes. La localidad aparece descrita en el decimocuarto volumen del Diccionario geográfico-estadístico-histórico de España y sus posesiones de Ultramar de Pascual Madoz de la siguiente manera:

TOBILLOS: l. con ayunt. en la prov. de Guadalajara (19 leg.), part. jud. de Molina (4 1/2), aud. terr. de Madrid (19), c. g. de Castilla la Nueva, dióc. de Sigüenza (8). sit. en un valle sobre un pequeño cerro, con buena ventilacion y algun tanto resguardado del N.; goza de clima sano. Tiene 40 casas; la consistorial; escuela de instruccion primaria frecuentada por 7 alumnos, dotada con 10 fan. de  trigo; igl. (San Juan Bautista) aneja de la de Anquela. Confina el térm. con los de Anquela y Mazarete; dentro de él se encuentran 2 fuentes de buenas aguas y el desp. de Manicubo: el terreno, que participa de quebrado y llano, es de mediana calidad; comprende un monte encinar y un pinar algo deteriorado. caminos: los locales en buen estado. correo: se recibe y despacha en la estafeta de Maranchon. prod.: trigo, cebada, avena, patatas, leñas de combustible y buenos pastos, con los que se mantiene ganado lanar, vacuno, yeguar y asnal; hay caza de perdices, conejos y liebres. ind.: la agrícola y un molino harinero de represa, impulsado por un pequeño arroyo. pobl. 18 vec., 58 almas. cap. prod.: 803,300 rs. imp.: 24,100. contr.: 973.
(Madoz, 1849, p. 769)

En 2017 contaba con 14 habitantes.